# Подольський Микола Тимофійович
Микола Тимофійович Подольський (1903, село Успенка, тепер селище Лутугинського району Луганської області — ?) — український радянський партійний діяч, 1-й секретар Ярмолинецького і Ізяславського райкомів КПУ Хмельницької області. Член Ревізійної Комісії КПУ у вересні 1952 — лютому 1960 р. Депутат Верховної Ради СРСР 2—4-го скликань.

## Біографія
Народився в родині шахтаря. Трудову діяльність розпочав молотобійцем та слюсарем на шахті імені Леніна в Донбасі.
Член ВКП(б) з 1928 року.
У 1930 році був мобілізований партією в числі 25 тис. робітників та направлений в Кам'янець-Подільську округу на роботу в сільське господарство.
З 1930 року працював директором Вендичанської машинно-технічної майстерні Копайгородського району, директором радгоспу «Червоний партизан» Смотрицького району, директором радгоспу «Осламово» Віньковецького району Вінницької області.
У 1936—1939 роках — голова виконавчого комітету Віньковецької районної ради депутатів трудящих Вінницької (потім — Кам'янець-Подільської) області.
У 1939—1941 роках — 1-й секретар Ізяславського районного комітету КП(б)У Кам'янець-Подільської області.
З жовтня 1941 року — в Червоній армії, учасник німецько-радянської війни. З червня 1942 року служив комісаром, заступником командира із політичної частини 694-го батальйону аеродромного обслуговування 23-го району авіаційного базування 17-ї повітряної армії.
У 1944—1951 роках — 1-й секретар Ярмолинецького районного комітету КП(б)У Кам'янець-Подільської (Хмельницької) області.
З 1951 по 3 березня 1962 року — 1-й секретар Ізяславського районного комітету КПУ Хмельницької області. 3 березня 1962 року звільнений із посади «за станом здоров'я».

## Звання
- капітан
- майор

## Нагороди
- два ордени Леніна (23.01.1948, 26.02.1958)
- орден Вітчизняної війни І-го ст. (1.02.1945)
- орден Червоної Зірки (30.06.1944)
- медаль «За бойові заслуги» (30.04.1943)
- медаль «За оборону Сталінграда»
- медаль «За перемогу над Німеччиною у Великій Вітчизняній війні 1941—1945 рр.»
- медалі